# Мубарек – Навої
Мубарек — Навої — газопровід в Узбекистані.
Трубопровід сполучив район Мубарецького газопереробного заводу, що став до ладу в 1971-му, та місто Навої, де працюють такі потужні підприємства, як Навоїйська ТЕС, хімічний комплекс у Навої та Навоїйський гірничо-металургійний комбінат. Він має довжину 112 км та виконаний в діаметрі 720 мм.
Можливо відзначити, що до вихідного району також можлива подача ресурсу по трубопроводу Шуртан – Мубарек, втім, основним паливом для Навоїйської ТЕС виступає газ родовищ Зеварди та Култак, що підключені до Мубарецького ГПЗ.